# JP Morgan & Co.
J.P. Morgan & Co. é uma instituição financeira americana especializada em banco de investimento, gestão de ativos e private banking fundada pelo financista J. P. Morgan em 1871. Através de uma série de fusões e aquisições, a empresa é hoje uma subsidiária do J. P. Morgan Chase, um dos maiores instituições bancárias do mundo. A empresa tem sido historicamente chamada de "Casa de Morgan" ou simplesmente Morgan. Por 146 anos, até 2000, o J. P. Morgan se especializou em banco comercial, antes de uma fusão com o Chase Manhattan Bank levar à cisão da linha de negócios sob a marca Chase.

## História antiga

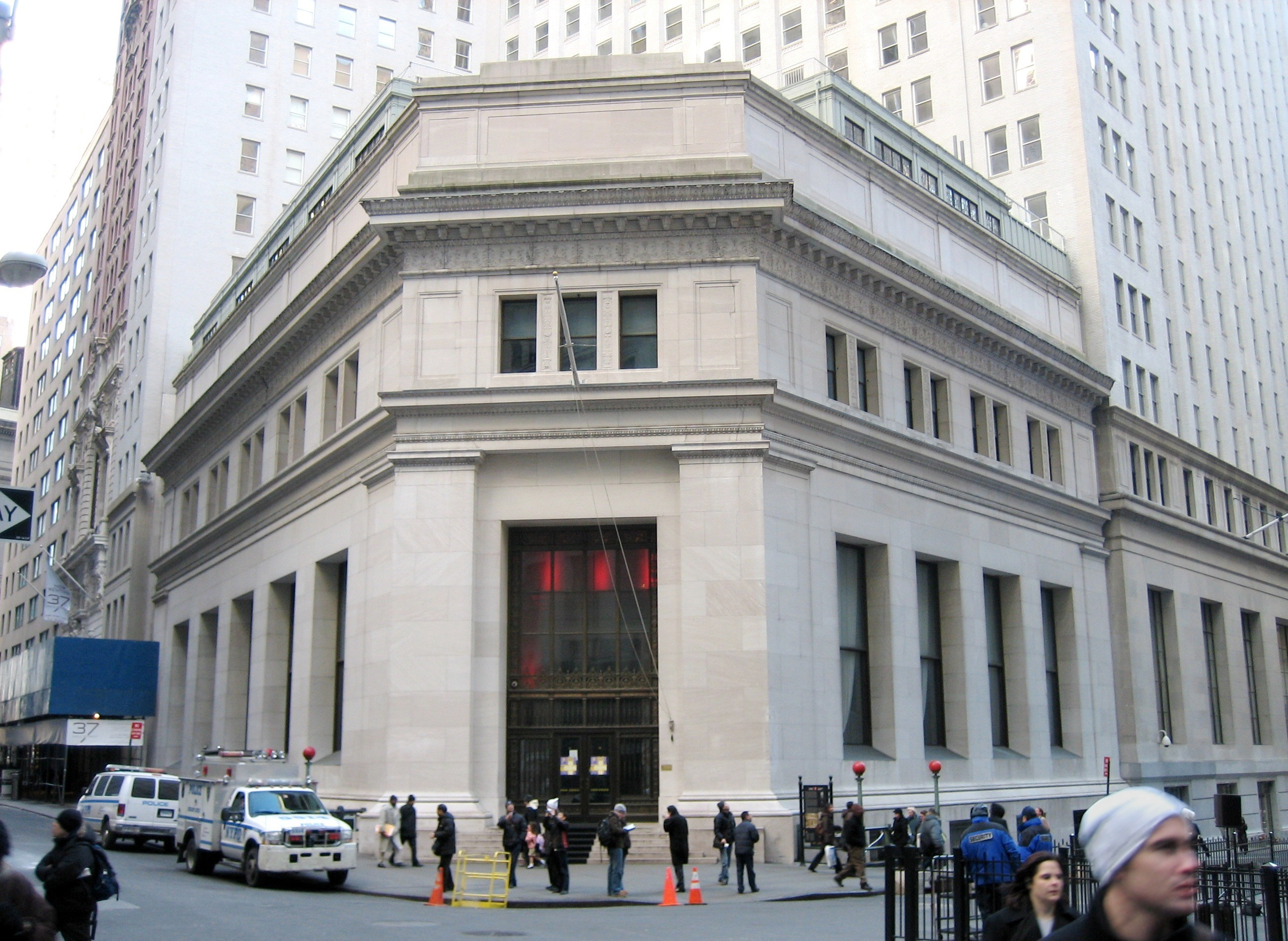
23 Wall Street, antiga sede do J. P. Morgan & Co.

As origens da empresa remontam a 1854, quando Junius S. Morgan ingressou na George Peabody & Co. (que se tornou Peabody, Morgan & Co.), uma empresa bancária com sede em Londres liderada por George Peabody. Junius assumiu o controle da empresa, mudando seu nome para J. S. Morgan & Co. em 1864, após a aposentadoria de Peabody. O filho de Junius, J. Pierpont Morgan, primeiro aprendiz na Duncan, Sherman, and Company na cidade de Nova York, depois fundou sua própria empresa com um primo, J. Pierpont Morgan & Company, em 1864. J. Pierpont Morgan & Company negociados em títulos do governo e câmbio estrangeiro. Também atuou como agente da Peabody's. Junius, entretanto, considerou alguns dos empreendimentos de Pierpont altamente especulativos. Assim, a Pierpont contratou Charles H. Dabney (uma ligação estabelecida quando Pierpont foi enviado para os Açores ainda criança) como sócio sénior, e a empresa ficou conhecida primeiro como Dabney, Morgan, and Company (começando em 1864) e depois "Drexel, Morgan & Co." (em 1871). Nessas empresas, Pierpont utilizou a sua ligação Peabody para reunir o capital financeiro britânico com as empresas industriais norte-americanas em rápido crescimento, como os caminhos-de-ferro, que precisavam de capital. O Drexel da Drexel, Morgan & Co. foi o banqueiro da Filadélfia Anthony J. Drexel, fundador do que hoje é a Drexel University.

### Casa de Morgan
Com a morte de Junius em 1890, Pierpont Morgan assumiu seu lugar na JS Morgan and Company. Após a morte de Drexel, Drexel, Morgan se reorganizou em 1895 e tornou-se J. P. Morgan and Company. Financiou a formação da United States Steel Corporation, que assumiu os negócios de Andrew Carnegie e outros e foi a primeira empresa de bilhões de dólares do mundo. Em 1895, forneceu ao governo dos Estados Unidos 62 milhões de dólares em ouro para lançar uma emissão de títulos e restaurar o excedente do tesouro de 100 milhões de dólares. Em 1892, a empresa começou a financiar a ferrovia de Nova York, New Haven e Hartford e a conduziu por meio de uma série de aquisições, que a tornaram a transportadora ferroviária dominante na Nova Inglaterra. Em 1905, formou-se uma estreita aliança com a casa bancária J. P. Morgan & Co., de Nova Iorque, para atuação conjunta em operações financeiras e de emissão internacionais, particularmente a absorção de títulos americanos por investidores alemães com o Dresdner Bank.

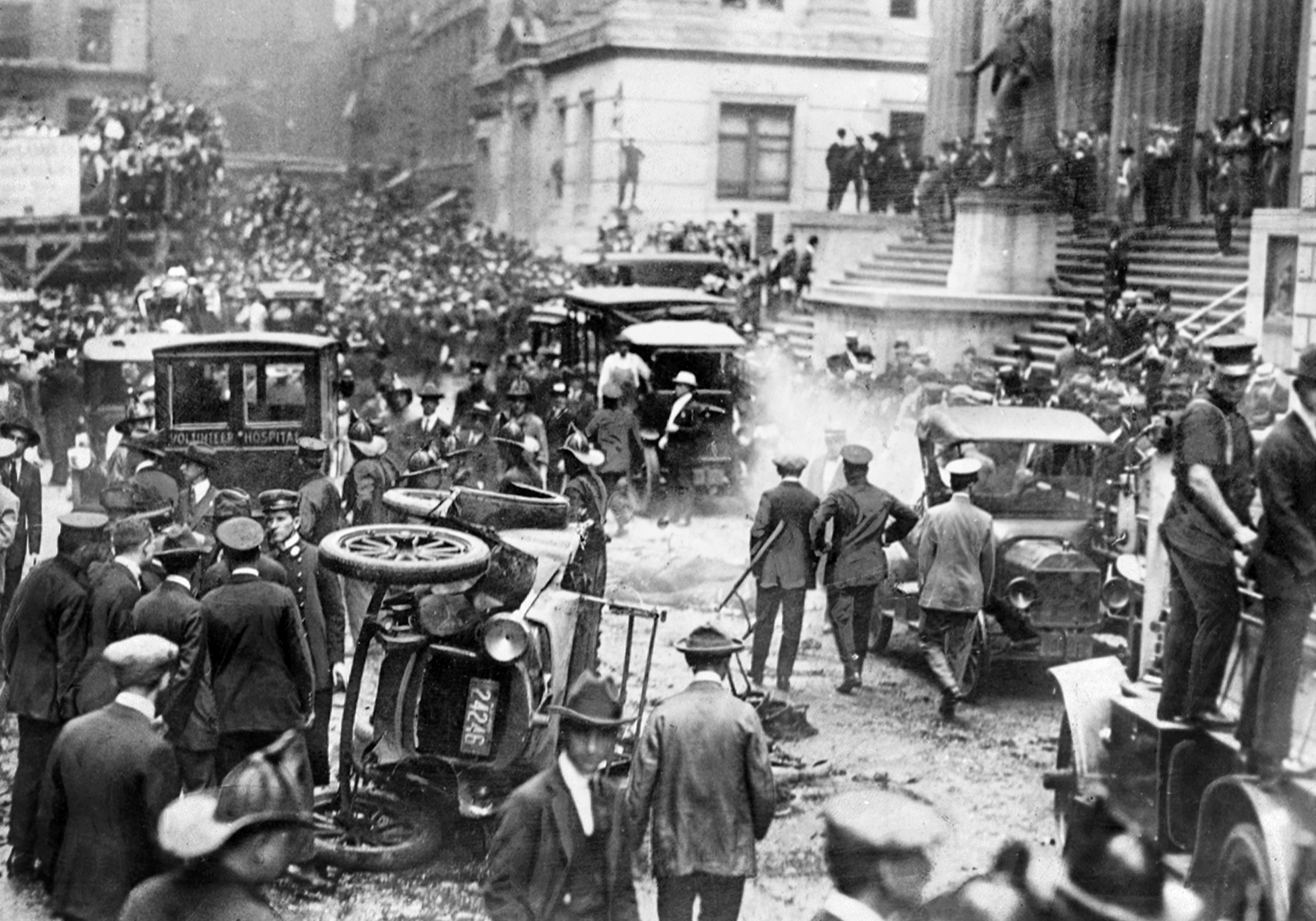
O atentado de Wall Street em 16 de setembro de 1920: uma bomba explodiu em frente à sede do J. P. Morgan Inc. na 23 Wall Street, ferindo 400 e matando 38 pessoas.

Construído em 1914, o 23 Wall Street era conhecido como "The Corner" e "The House of Morgan". Ao meio-dia de 16 de setembro de 1920, uma bomba anarquista explodiu em frente ao banco, matando 38 e ferindo 400. Pouco antes de a bomba explodir, um desconhecido colocou uma nota de advertência em uma caixa de correio na esquina da Cedar Street com a Broadway.. O aviso dizia: "Lembrem-se de que não toleraremos mais. Libertem os presos políticos ou será a morte certa para todos vocês. Combatentes Anarquistas Americanos." Embora existam muitas teorias sobre quem estava por trás do atentado de Wall Street e por que o fizeram, após vinte anos de investigação, o FBI tornou o arquivo inativo em 1940, sem nunca encontrar os autores.

### Financiamento de títulos aliados durante a Primeira Guerra Mundial
Em agosto de 1914, Henry P. Davison, sócio do Morgan, viajou para Londres e fez um acordo com o Banco da Inglaterra para tornar o J. P. Morgan & Co. O Banco da Inglaterra tornou-se agente fiscal do J. P. Morgan & Co. e vice-versa. Ao longo da guerra, o J. P. Morgan emprestou cerca de 1,5 mil milhões de dólares (aproximadamente 43,82 mil milhões de dólares em dólares de hoje) aos Aliados para lutarem contra os alemães. A empresa também investiu em fornecedores de equipamento de guerra para a Grã-Bretanha e França, lucrando assim com as atividades de financiamento e compra dos dois governos europeus.
Durante o início da década de 1920, o J. P. Morgan & Co. atuou ativamente na promoção de bancos no hemisfério sul, incluindo o Banco da América Central e do Sul. 

### Lei Glass-Steagall e Morgan Stanle
Em 1933, as disposições da Lei Glass-Steagall forçaram o J. P. Morgan & Co. a separar a sua banca de investimento das suas operações bancárias comerciais. O J. P. Morgan & Co. optou por operar como banco comercial porque, após a quebra do mercado de ações de 1929, o banco de investimento caiu em certo descrédito e os empréstimos comerciais foram considerados o negócio mais lucrativo e prestigiado. Além disso, muitos membros do J. P. Morgan acreditavam que uma mudança no clima político permitiria à empresa retomar os seus negócios de valores mobiliários, mas que seria quase impossível reconstituir o banco se este fosse desmontado.
Em 1935, depois de terem sido excluídos do negócio de valores mobiliários durante mais de um ano, os dirigentes do J. P. Morgan tomaram a decisão de desmembrar as suas operações bancárias de investimento. Dois sócios do J. P. Morgan, Henry S. Morgan (filho de Jack Morgan e neto de J. Pierpont Morgan) e Harold Stanley, fundaram o Morgan Stanley em 16 de setembro de 1935, com US$ 6,6 milhões em ações preferenciais sem direito a voto de sócios do J. P. Morgan. No início, a sede do Morgan Stanley ficava em 2 Wall Street, na mesma rua do J. P. Morgan, e os banqueiros do Morgan Stanley usavam rotineiramente o 23 Wall Street para fechar transações.

### Morgan Guaranty Trust
Nos anos que se seguiram à cisão do Morgan Stanley, o negócio de valores mobiliários revelou-se robusto, enquanto a empresa-mãe, que foi constituída em 1940, era menos lucrativa. Na década de 1950, o J. P. Morgan era apenas um banco de médio porte. Para reforçar a sua posição, em 1959, o J. P. Morgan fundiu-se com a Guaranty Trust Company de Nova Iorque para formar a Morgan Guaranty Trust Company. Os dois bancos já mantinham inúmeras relações entre si e tinham características complementares, pois o J. P. Morgan trouxe um nome de prestígio e clientes e banqueiros de alta qualidade, enquanto o Guaranty Trust trouxe uma quantidade significativa de capital. Embora o Guaranty Trust fosse quase quatro vezes maior que o J. P. Morgan na época da fusão em 1959, o J. P. Morgan foi considerado o comprador e sobrevivente nominal e os ex-funcionários do J. P. Morgan foram os principais gestores da empresa resultante da fusão.

### Retorno do J.P. Morgan & Co.

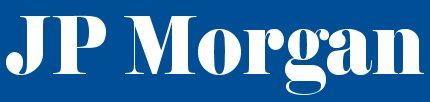
Logotipo do J. P. Morgan & Co. antes de sua fusão com o Chase Manhattan Bank em 2000

Dez anos após a fusão, a Morgan Guaranty estabeleceu uma holding bancária chamada J. P. Morgan & Co. Incorporated, mas continuou a operar como Morgan Guaranty durante a década de 1980 antes de começar a migrar de volta para o uso da marca J. P. Morgan. Em 1988, a empresa voltou a operar exclusivamente como J. P. Morgan & Co.
Também na década de 1980, o J. P. Morgan, juntamente com outros bancos comerciais, expandiu a oferta de produtos para a banca de investimento, começando com a emissão de papel comercial. Em 1989, a Reserva Federal permitiu que o J. P. Morgan fosse o primeiro banco comercial a subscrever uma oferta de dívida corporativa. Na década de 1990, o J. P. Morgan agiu rapidamente para reconstruir as suas operações bancárias de investimento e, no final da década de 1990, emergiria como um dos cinco principais intervenientes na subscrição de títulos.

### J. P. Morgan Chase
No final da década de 1990, o J. P. Morgan emergiu como uma franquia bancária comercial e de investimento grande, mas não dominante, com uma marca atraente e uma forte presença na subscrição de títulos de dívida e de capital.
A partir de 1998, o J. P. Morgan discutiu abertamente a possibilidade de uma fusão, e prevalecia a especulação de uma parceria com bancos como Goldman Sachs, Chase Manhattan Bank, Credit Suisse e Deutsche Bank AG. O Chase Manhattan emergiu como um dos maiores bancos comerciais e de mais rápido crescimento nos Estados Unidos através de uma série de fusões na década anterior. Em 2000, o Chase, que buscava mais uma fusão transformacional para melhorar sua posição no banco de investimento, fundiu-se com o J. P. Morgan Chase & Co.
O J. P. Morgan Chase combinado se tornaria um dos maiores bancos tanto nos Estados Unidos quanto no mundo, oferecendo um complemento completo de negócios de banco de investimento, banco comercial, banco de varejo, gestão de ativos, banco privado e private equity.
Em 2004, o J. P. Morgan iniciou uma joint venture com o Cazenove, que combinou as operações de banco de investimento do Cazenove com os negócios de banco de investimento do J. P. Morgan no Reino Unido. Em 2010, o J. P. Morgan comprou a empresa. J. P. Morgan Cazenove é um nome de marketing para os negócios de banco de investimento do Reino Unido e para os negócios de ações e pesquisa de ações da EMEA do J. P. Morgan Chase & Co.
Em 2005, o J. P. Morgan Chase reconheceu que os seus dois bancos antecessores tinham recebido a propriedade de milhares de escravos como garantia antes da Guerra Civil. A empresa pediu desculpas por contribuir para a “instituição brutal e injusta” da escravidão. O banco pagou US$ 5 milhões em indenizações na forma de um programa de bolsas de estudo para estudantes negros.
 

O J. P. Morgan, a própria empresa, ainda atua como subsidiária de negócios e banco de investimento do J. P. Morgan Chase; O Chase Manhattan Bank ainda está ativo como subsidiária bancária pessoal da empresa.